# La calamita de' cuori
La calamita de' cuori è un'opera in tre atti di Antonio Salieri, su libretto di Giovanni De Gamerra tratto da Carlo Goldoni. La prima rappresentazione ebbe luogo al Burgtheater di Vienna l'11 ottobre 1774. Una successiva rappresentazione ebbe luogo a Dresda nel 1776.